# 一瀬一二

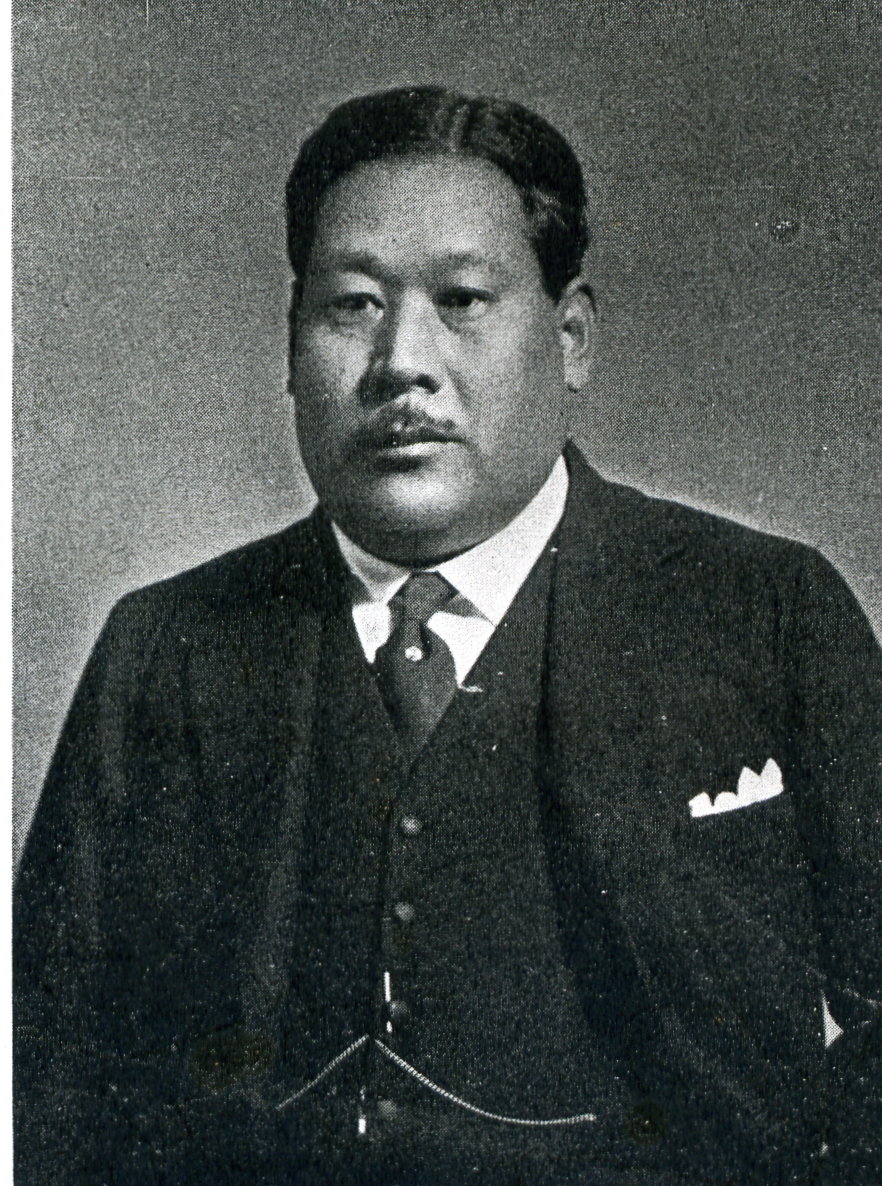
一瀬一二

一瀬 一二（いちのせ いちじ、1881年（明治14年）11月25日 – 1935年（昭和10年）8月5日）は、衆議院議員（立憲政友会）、ジャーナリスト。

## 経歴
熊本県玉名郡小田村（現在の玉名市）に一瀬彦四郎の長男として生まれる。明治大学に学ぶ。国民新聞社社長徳富蘇峰の門下にあり、後に独立して大日本新聞社を経営した。
1930年（昭和5年）、第17回衆議院議員総選挙に出馬し、当選。第18回衆議院議員総選挙でも再選された。
その他、財団法人青山会館常任理事を務めた。